# Rudman Bergenstråhle
Rudman Jonasson Bergenstråhle, född 26 juli 1724 Kristianstad, död 26 juli 1813 i Stockholm, var ett svenskt hovrättsråd och landssekreterare.

## Biografi
Bergenstråhle blev student vid Lunds universitet 1741 och auskultant i Göta hovrätt 1742 samt auditör vid Västgötadals regemente 1747. Han blev hovjunkare 1749 och  landssekreterare i Malmöhus län 1750. Bergenstråhle blev assessor i Svea hovrätt 1762 och kammarherre 1769 samt hovrättsråd i Svea hovrätt 1770. Bergenstråhle erhöll avsked 1794. Han tilldelades Nordstjärneorden och blev riddare av Svärdsorden 1772.